# Фріц Клінгенберг
Пауль Генріх Отто Фріц Клінгенберг (нім. Paul Heinrich Otto Fritz Klingenberg; 17 грудня 1912, Реверсгаген — 22 березня 1945, Герксгайм, Рейнланд-Пфальц) — штандартенфюрер СС, кавалер Лицарського хреста Залізного хреста.

## Біографія

### Кар'єра в СС
1 грудня 1931 року вступив в НСДАП (партійний квиток № 851 328), а 14 листопада 1932 року — в СС (посвідчення № 51487). У 1934 році вступив в частині посилення СС і закінчив курси юнкерського училища СС в Бад-Тельці. 20 квітня 1935 проведений в унтерштурмфюрер СС.
Продовжив службу в штандарті СС «Дойчланд». Брав участь у Французькій кампанії (травень–червень 1940). 

### Взяття Белграду[1]
Ще під час битви у Франції Клінгенберг зарекомендував себе як ініціативний і хоробрий командир. Але те, що Фріц Клінгенберг зробить в столиці Сербії, зробить його одним з найбільш легендарних офіцерів Третього рейху.
Під час Балканської кампанії в квітні 1941-го Фріц був командиром 2-ї роти 2-го розвідувального мотоциклетного батальйону дивізії СС «Дас Райх». 11 квітня Клінгенберг далеко відірвався від основних танкових сил. Дороги після затяжних дощів і мокрого снігу перетворилися в кашу; багато мостів було зруйновано відступаючими югославськими військами. Гауптштурмфюрер Клінгенберг відзначав все це на карті, продовжуючи зближуватися з містом. Досягнувши найдальших передмість у розбухлого Дунаю, Клінгенберг міг вважати свою місію виконаною, і мав би з чистою совістю повертатися в свій батальйон. Але тут в голові честолюбного гауптштурмфюрера дозрів зухвалий до божевілля план.
Фріц Клінгенберг знайшов покинутий моторний човен і разом з унтер-офіцером і п'ятьма рядовими перетнув холодний повноводний Дунай. Спроба відправити двох солдатів назад за підмогою зазнала невдачі — човен затонув, солдати повернулися до Клінгенберга. Так, на чолі загону з 7 чоловік, гауптштурмфюрер Клінгенберг вирушив брати Белград.
Назустріч групі вирушили дві вантажівки та автобус з 20-ма сербськими солдатами, які, проте, без єдиного пострілу здалися Фріцу. Переодягнувшись у форму югославської армії, Клінгенберг і його група благополучно минула кілька КПП, знешкодивши і захопивши в полон їх охорону. Треба зауважити, що місто з 6 по 10 квітня вже піддавалось сильним бомбардуванням, в результаті яких загинуло і було поранено близько 17 500 чоловік. Тому сили оборони і цивільне населення міста були вже досить деморалізовані і готувалися швидше до тривалої облоги, ніж до штурму, і так швидко побачити німецьких солдатів в місті ніхто вже точно не розраховував.
Діставшись за кілька годин до окраїнних вулиць, Клінгенберг єдиний раз був обстріляний. В результаті загинуло і було поранено кілька полонених; єдиним же збитком для групи гауптштурмфюрера можна було вважати вивих кисті у одного з есесівців.
Клінгенберг наказав демонстративно вивісити нацистський прапор замість югославського на головній вулиці. Чутка про те, що в місто увійшли німецькі частини, блискавично рознеслася по Белграду. Менш ніж через годину мер міста на чолі магістрату запросив переговори. Блефуючи, гауптштурмфюрер Клінгенберг озвучив умови капітуляції, погрожуючи в разі опору продовженням бомбардувань, початком артилерійського обстрілу і штурмом міста танковими частинами, які, нібито, підійшли до сербської столиці. На удачу зухвалого офіцера в небі з'явилися літаки-розвідники Люфтваффе. Фріц Клінгенберг заявив, що особисто від нього залежить продовження або непродовження авіаударів.
Так, 12 квітня 1941 року, о 5 годині вечора був підписаний наказ про капітуляцію Белграда. Зброю склали 1300 солдатів національної армії і ополчення.
Клінгенберг рішуче «осідлав» ситуацію. Він зажадав списки ув'язнених. З них найбільш лояльних для німецького режиму він поставив на охорону полонених. Також він зажадав звітності по продуктовим, медикаментним і паливним запасам міста.
Клінгенберг переконав командувачу гарнізоном наказ видати карту мінних полів і схему розташування гарматних батарей і кулеметних гнізд.
За його наказом була зроблена чітко помітна з повітря спецрозмітка белградського аеродрому, що перетворила його на майданчик, придатний для посадки літаків військової авіації Німеччини.
Частину колишніх белградських ув'язнених щасливий гауптштурмфюрер відправив на відновлення залізничних шляхів.
Увечері 12 квітня до міста підійшли солдати з підрозділу Клінгенберга, які не зуміли разом з ним переправитися через Дунай. За їх словами, вони побачили німецький прапор і були впевнені, що в місто увійшли з іншого боку основні німецькі частини, а їх командир давно загинув. Перші ж бойові розвідгрупи увійшли в місто в ніч на 13 квітня.
Вдень в захоплений гауптштурмфюрером Клінгенбергом Белград без бою увійшли основні сили дивізії.
2 дні радіоконтактів Клінгенберга з дивізійним начальством змушували німецьке командування ламати голову - чи це справжній гауптштурмфюрер СС Фріц Клінгенберг, чи він потрапив в полон і здав секретні радіокоди, за допомогою яких дезінформує і заманює в пастку німецьких солдатів? Або, гірше того, він просто зрадник і добровільно допомагає югославській стороні. Верховне командування не могло до кінця повірити настільки щасливому результату справи і побоювалося підступу. Тільки запорука Пауля Гауссера змусила повірити повідомленням Клінгенберга про капітуляцію. Белграда.
Командир полку не отримував від Фріца протягом декількох днів розвідувальної інформації і при зустрічі накинувся було на нього зі звинуваченнями, на що здивований Клінгенберг відповів: «А я — взяв місто. Мені тепер що — віддати його назад?!».
Взяття Белграда, по суті справи, завершило Югославську операцію в цілому.
14 травня 1941 роки за взяття столиці Югославії Фріц Клінгенберг був нагороджений Лицарським хрестом Залізного хреста.

### Служба після Белграда
У 1942 році переведений штаб-офіцером юнкерського училища СС в Бад-Тельці. З 1943 - командир 2-го батальйону 2-го танкового полку СС дивізії СС «Дас Райх».[джерело?]
З 21 січня по 22 березня 1945 командував 17-ю танковою дивізією СС «Гьотц фон Берліхінген».
Загинув 23 березня 1945 року у Герксгаймі  під час боїв проти 15-го американського корпусу 7-ї армії: до останньої миті вів вогонь по американських танках з важкої гармати FlaK 18.

## Звання
- Анвертер СС (14 листопада 1932)
- Манн СС (1933)
- Юнкер СС (1 квітня 1934)
- Гауптшарфюрер СС (20 грудня 1934)
- Штандартеноберюнкер СС (лютий 1935)
- Унтерштурмфюрер СС (20 квітня 1935)
- Оберштурмфюрер СС (12 грудня 1937)
- Гауптштурмфюрер СС (30 червня 1939)
- Штурмбаннфюрер військ СС (1 вересня 1941)
- Оберштурмбаннфюрер військ СС (21 грудня 1943)
- Штандартенфюрер військ СС (21 грудня 1944)

## Нагороди
- Почесний кут старих бійців
- Почесна шпага рейхсфюрера СС
- Кільце «Мертва голова»
- Йольський свічник
- Німецька імперська відзнака за фізичну підготовку в бронзі
- Спортивний знак СА в бронзі
- Медаль «У пам'ять 13 березня 1938 року»
- Медаль «У пам'ять 1 жовтня 1938» із застібкою «Празький град»
- Медаль «За вислугу років у СС» 4-го і 3-го (23 листопада 1939) ступеня (8 років)
- Медаль «За вислугу років у НСДАП» в бронзі (10 років)
- Залізний хрест
  - 2-го класу (23 червня 1940)
  - 1-го класу (24 червня 1940)
- Відзначений у щоденній доповіді «Вермахтберіхт» (13 квітня 1941)
- Лицарський хрест Залізного хреста (14 травня 1941)
- Штурмовий піхотний знак в бронзі (3 липня 1941)
- Нагрудний знак «За поранення» в чорному (19 жовтня 1941)
- Медаль «За зимову кампанію на Сході 1941/42» (3 листопада 1942)
- Хрест Воєнних заслуг 2-го класу з мечами (1943)
- Німецький хрест у золоті (28 квітня 1944)